# إليك هال
إليك هال (بالإنجليزية: Alex Hall) هو مدرب كرة قدم أسترالية أسترالي، ولد في 4 يناير 1869 في غيلونغ في أستراليا، وتوفي في 8 مارس 1953 في Warrandyte ‏ في أستراليا.

## وصلات خارجية
- إليك هال على موقع AustralianFootball.com (الإنجليزية)
- إليك هال على موقع AFLtables.com (الإنجليزية)